# Protohistoria
Protohistoria är en inledande övergångsperiod i ett områdes historieskrivning som det inte finns några samtida eller lokalt skrivna källor om, mellan förhistorisk och historisk tid. I många samhällen börjar historieskrivningen med myter och legender om deras härskare och folk, tillkomna i efterhand och med tveksamt eller inget historiskt värde. Utan källkritisk försiktighet kan man få intrycket att det finns mycket som en historiker kan veta om perioden i fråga, men när man gallrar bort alla svaga och sena källor blir det nästan ingenting kvar.  
För Sveriges del börjar protohistorien med Tacitus Germania omkring år 100 och slutar omkring år 1000 med Olof Skötkonungs val till gemensam kung över svear och götar. Eftersom det protohistoriska källmaterialet för Norden i stor utsträckning består av isländsk sagalitteratur brukar man kalla den nordiska protohistorien för sagohistoria.
Före den protohistoriska tiden kommer förhistorien eller forntiden. Efter den protohistoriska tiden kommer den historiska tiden. Vissa områden (till exempel England under tiden 400-600) har temporärt återfallit i protohistorisk tid efter en historiskt välbelagd period. Det kallas dark ages, "mörka århundraden".